# Chân lục địa

Mặt cắt ngang của bồn trũng đại dương.

Chân lục địa là một dạng địa hình dưới biển được giới hạn bởi sườn lục địa và đồng bằng biển thẳm. Dạng địa hình này có thể gặp ở khắp các biển trên thế giới, và nó là phần cuối cùng của ranh giới giữa lục địa và phần sâu nhất của đại dương. Môi trường của chân lục địa khá đồng nhất, và một số nhà hải dương học nghiên cứu nó với mong muốn là tìm kiếm nhiều thông tin về lịch sử địa chất và đại dương.

## Phân bố
Sườn lục địa bị biến mất ven các rìa của Thái Bình Dương nơi Hầu hết các khu vực xung quanh Đại Tây Dương, nơi sườn lục địa chuyển trực tiếp xuống rãnh đại dương, trong khi đó dạng địa hình này phát triển rộng rãi ở Đại Tây Dương và Ấn Độ Dương, và Nam Đại Dương. Bề rộng của chân lục địa thay đổi từ 100–1000 km, và độ dốc của nó chỉ bằng 1/8 độ dốc của sườn lục địa, độ dốc khoảng 1⁰, hay 5%, và độ sâu kết thúc phần chân lục địa khoảng 4 km.
Các trầm tích tái tích tụ bởi các dòng chảy rối tạo ra các nón phóng vật dưới biển chồng lên nhau, chúng là thành phần trầm tích chủ yếu của chân lục địa.

## Sinh vật
Có ít loài cá sống trong khu vực của chân lục địa so với sườn lục địa. Các loài động vật sống trong đới này gồm bathypterois spp., macrouridae, bythitidae, liparididae, halosauridae, và notacanthidae. Trong đới này thức ăn thì khan hiến chủ yếu là các động vật không xương sống.